# San Tirso de Abres
San Tirso de Abres è un comune spagnolo di 624 abitanti situato nella comunità autonoma delle Asturie. Nel comune si parla l'eonaviego, variante galiziana con tratti asturiani.